# Run Like Hell
„Run Like Hell“ je třetí skladba z druhé strany druhého LP alba The Wall z roku 1979 od anglické progresivní rockové skupiny Pink Floyd. Skladba vyšla i jako singl. Na B-straně byla skladba „Don't Leave Me Now“. Na tuto skladbu vzniklo několik coververzí, například od americké skupiny Disco Biscuits (1997) nebo kanadské heavy metalové skupiny Kittie (2001).

## Původní sestava
- Roger Waters - zpěv, baskytara, křikot[3]
- David Gilmour - kytara, činely, sbor[3]
- Nick Mason - bicí[3]
- Rick Wright - syntezátor Prophet 5[3]
- James Guthrie - činely, hlasy[3]
- Bobbye Hall - konga, bonga[3]
- Phil Taylor[3]